# Чемберлен, Мэтт
Мэтт Чемберлен (род. 17 апреля 1967, Сан-Педро, Лос-Анджелес, Калифорния, США) — американский сессионный музыкант, барабанщик.
Мэттью Чемберлен родился в Сан-Педро и впервые сел за ударную установку в 10 лет. Будучи подростком, он продолжал обучение, и после окончания школы поступил в Университет Северного Техаса на музыкальное отделение, но Чемберлен так и не получил высшее образование, так как покинул университет задолго до окончания программы.
Первым местом работы Чемберлена была местная техасская группа Ten Hands. В 1988 году он присоединился к группе Edie Brickell & New Bohemians и в 1990 году принял участие в записи альбома Ghost of the Dog. После этого Чемберлен некоторое время играл вместе с музыкантами Pearl Jam. Незадолго до записи дебютного альбома Ten он покидает группу. В 1991—1992 годах Мэтт входил в состав музыкальной группы телевизионного шоу Saturday Night Live.
Впоследствии Чемберлен обосновался в Сиэтле и сотрудничал со многими группами и исполнителями, такими как The Wallflowers, Тори Амос, Кит Урбан, Элтон Джон, Моррисси. Одним из собственных проектов Чемберлена стала группа Critters Buggin', в которой он выступал вместе со Скериком (саксофон), Бредом Хаузером (бас-гитара) и Майком Диллоном (перкуссия) и выпустил три альбома с 1994 по 1998 годы. В 2005 году Мэтт Чемберлен записал одноимённый сольный альбом, после чего вернулся к сотрудничеству с другими музыкантами, среди которых группа гитариста Билла Фриссела Floratone и пианист Брайан Хаас.

В 2016, 2019, 2021 и 2024 годах он выигрывал в опросе читателей журнала Modern Drummer в категории «Студийный музыкант». В 2014 году он заменил барабанщика Мэтта Кэмерона в Soundgarden и отыграл с ними более 51 концерта в Южной Америке, Европе и в рамках совместного тура с Nine Inch Nails в Соединённых Штатах.
В 2019 и 2020 годах он был музыкальным руководителем More Music в театре Мура в Сиэтле, штат Вашингтон.
Чемберлейн проявил свои таланты в создании саундтреков, сотрудничая с такими композиторами, как Ханс Циммер, Марко Белтрамми, Йоахим Йоахимссон и Джон Брион. Он работал над музыкой для фильмов Человек из стали и Замёрзшая.
Чемберлен присоединился к туру Боба Дилана Never Ending Tour в 2019 году и участвовал в записи его альбома Rough and Rowdy Ways, выпущенного в 2020 году.
В 2020 году Мэтт записал совместный альбом  с Шоном Уоткинсоном. Шон Уоткинс известен как один из основателей группы Nickel Creek, которая исполняет музыку в жанре прогрессивного блюграсса и фолк.